# Synargis axenus
Synargis axenus is een vlindersoort uit de familie van de prachtvlinders (Riodinidae), onderfamilie Riodininae.
Synargis axenus werd in 1876 beschreven door Hewitson.